# Armin Wegner
Armin Theophil Wegner (16. října 1886 Elberfeld – 17. května 1978 Řím) byl německý publicista a ochránce lidských práv.

## Životopis
Pocházel z rodiny pruské aristokracie. V roce 1909 vydal první sbírku básní Zwischen zwei Städten, pak navštěvoval divadelní školu Maxe Reinhardta. V roce 1914 získal doktorát práv na Vratislavské univerzitě. Po vypuknutí první světové války sloužil u sanity na východní frontě a obdržel Železný kříž. V roce 1915 se dostal s jednotkami Colmara von der Goltze do Turecka. Stal se svědkem arménské genocidy, o níž vydal knihy Der Weg ohne Heimkehr a Der Schrei von Ararat. Fotografoval internační tábory v Dajr az-Zauru a snažil se intervenovat u prezidenta Woodrowa Wilsona. Wegnerova činnost byla prozrazena a byl deportován zpět do Německa. Po válce vystupoval jako svědek u soudu po atentátu na Talata Pašu.
V meziválečném Německu byl spolu s první manželkou Lolou Landauovou vůdčí osobností pacifistického hnutí. Básnickou sbírkou Die Straße mit den tausend Zielen se také zařadil k postavám literárního expresionismu. V roce 1927 navštívil Sovětský svaz a kritizoval stalinismus v knize Fünf Finger über Dir. Podnikl také cestu po prvních palestinských kibucech. V roce 1933 napsal dopis Adolfu Hitlerovi, v němž protestoval proti persekuci Židů, poté byl zatčen, mučen a vězněn v koncentračních táborech. Po propuštění emigroval do Itálie, kde žil pod jménem Percy Eckstein. Jeho druhou manželkou se stala výtvarnice Irene Kowaliska. Působil na Padovské univerzitě, pak žil na ostrově Stromboli a věnoval se literární činnosti.
Byl mu udělen Záslužný řád Spolkové republiky Německo a titul Spravedlivý mezi národy. Jeho popel je uložen v památníku arménské genocidy na kopci Cicernakaberd. Byl o něm natočen dokumentární film Destination: Nowhere (The Witness). 